# Palencia (tartomány)
Palencia egy tartomány Spanyolországban, Kasztília és León autonóm közösségben.
Spanyolország északi részén fekszik, de nem határos egyetlen tengerrel vagy óceánnal sem. Északi, Kantábriával alkotott határán emelkedik a Három Tenger-csúcs, amely arról nevezetes, hogy ennek a hegynek a három oldalán eredő folyók három különböző tengerbe ömlenek (ha a Vizcayai-öböl spanyolok által Kantábriai-tengernek nevezett részét az Atlanti-óceántól különbözőnek tekintjük).